# 丁字尺

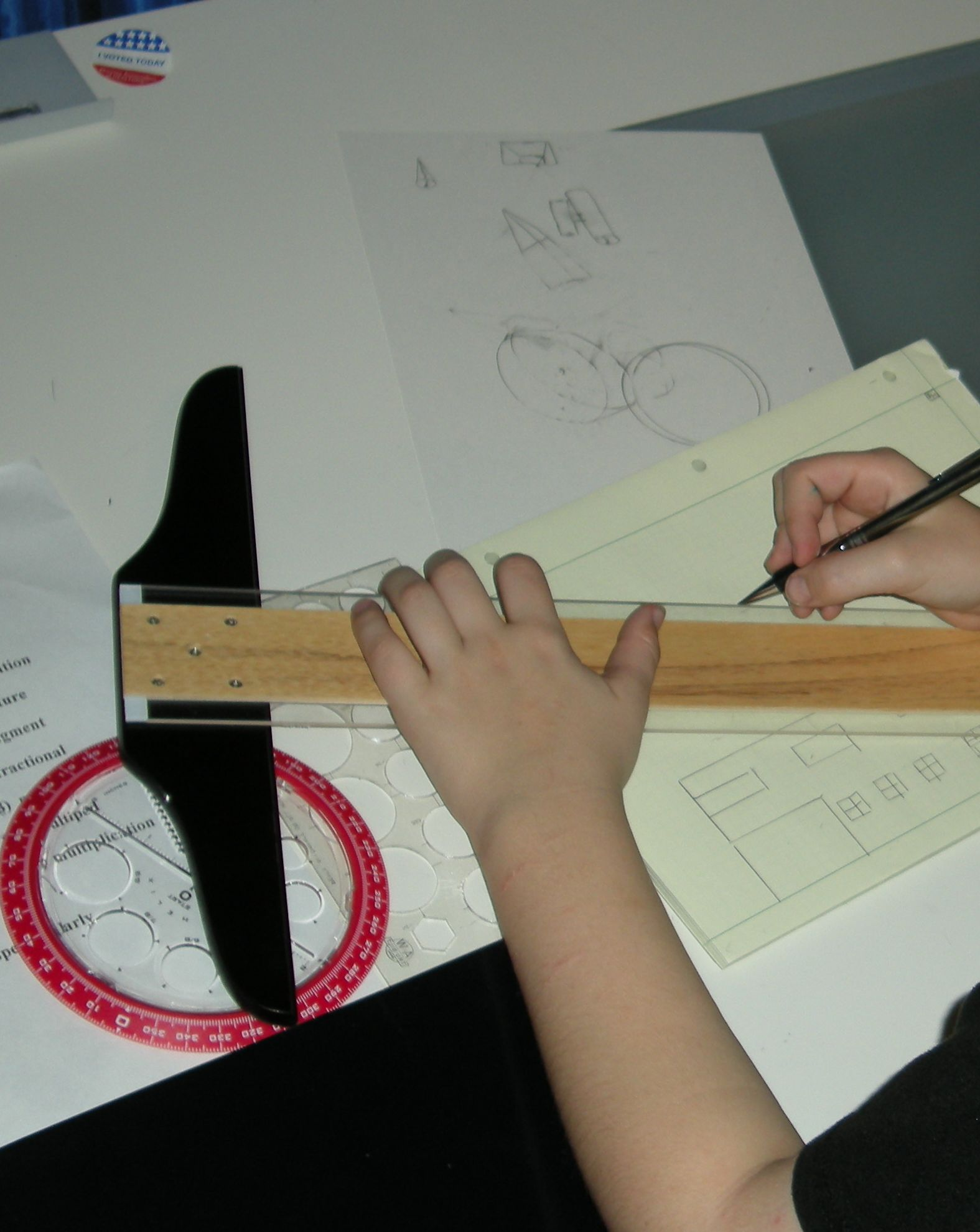

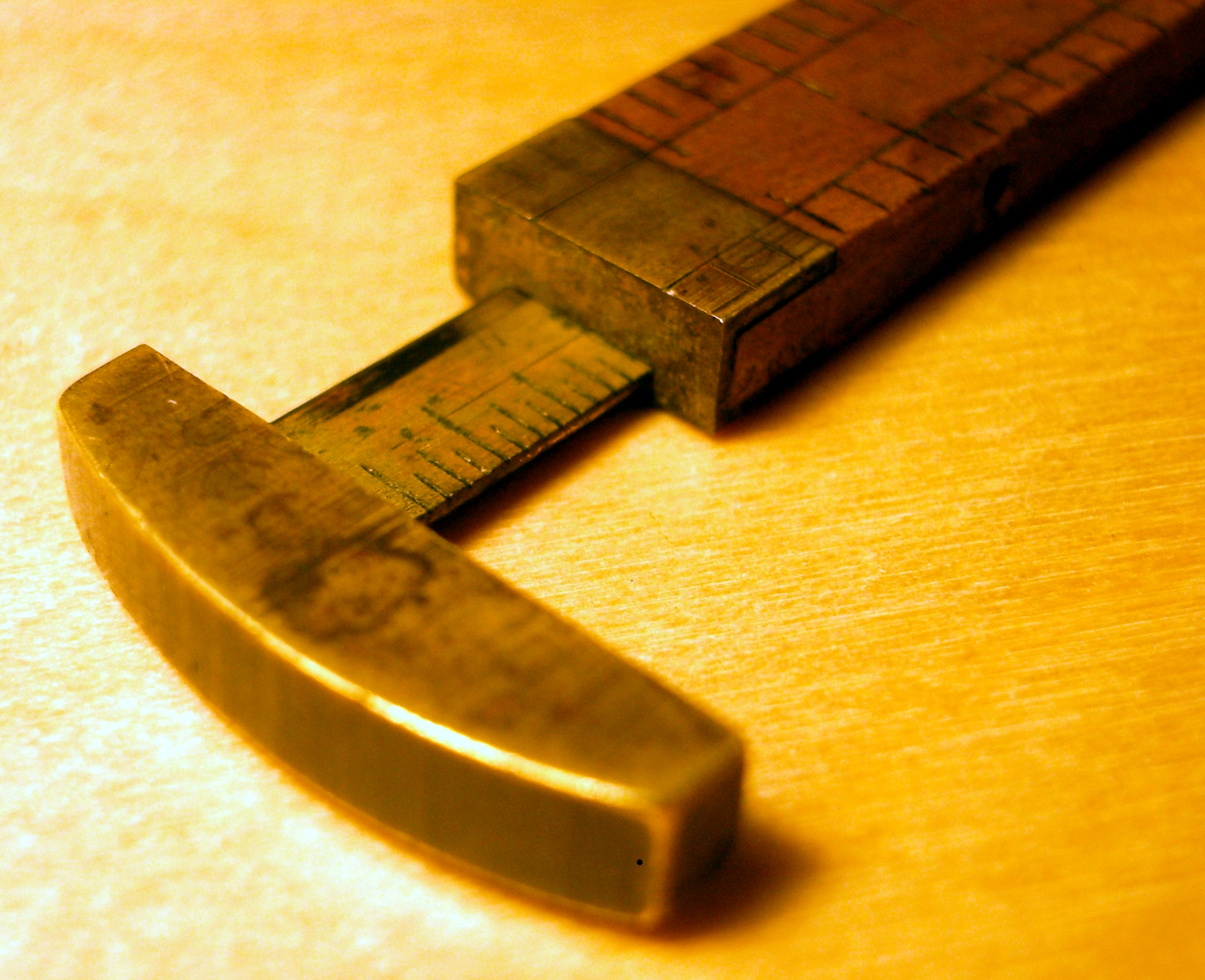

丁字尺（又稱T字尺）是一個繪圖員使用的繪圖工具，主要為繪製直角水平線，它也可以引導一個三角形繪製垂直或對角線。它的名字來自於其形狀。現在因電腦CAD繪圖很少用它。

## 丁字尺正確使用方法
- 應將丁字尺尺頭放在圖板的左側，並與邊緣緊貼，可上下滑動使用。
- 只能在丁字尺尺身上側畫線，畫水平線必須自左至右。
- 畫同一張圖紙時，丁字尺尺頭不得在圖板的其他各邊滑動，也不能來畫垂直線。
- 過長的斜線可用丁字尺來畫。
- 較長的直平行線組也可用具有可調節尺頭的丁字尺來作圖。
- 應保持工作邊平直、刻度清晰準確、尺頭與尺身連接牢固，不能用工作邊來裁切圖紙。
- 丁字尺放置時宜懸掛，以保證丁字尺尺身的平直。